# Michele Placucci
Michele Placucci (Forlì, 24 agosto 1782 – Forlì, 2 aprile 1840) è stato uno storico e scrittore italiano.
È stato l'autore di una raccolta sulle tradizioni popolari della Romagna. L'opera, uscita nel 1818, è considerata il primo studio sul folclore in Italia.

## Biografia
Placucci svolse la mansione di segretario municipale a Forlì.

Raccolse molto materiale a stampa (notificazioni, proclami, circolari) del periodo napoleonico, confluito poi nella Biblioteca comunale.
Nel 1811, durante il periodo napoleonico, la Direzione Generale dell'Istruzione Pubblica del Regno italico promosse un'inchiesta sulle usanze nelle campagne forlivesi. Dopo la restaurazione del dominio pontificio, Placucci raccolse i risultati dell'inchiesta e li pubblicò  nel volume Usi, e pregiudizj de' contadini della Romagna - operetta serio-faceta, "a sollazzo di chi si apprestasse a leggerla e specialmente de' villeggianti", presso lo stampatore Barbiani (Forlì, 1818).
Placucci morì di morte violenta, ucciso la notte del 2 aprile 1840.

## Usi, e pregiudizj de' contadini della Romagna
Il saggio raccoglie informazioni storiche, sociali e culturali relative alle tradizioni popolari della Romagna. Il testo viene considerato il primo esempio degli studi sul folclore in Italia. L'indice dimostra la completezza della raccolta:
- I. Delle Nascite
- II. De' matrimonj
- III. De' mortorj
- IV. Delle operazioni di agricoltura praticate da' contadini in ciascun mese dell'anno
- V. Degli usi, e pregiudizj relativi a certe epoche principali dell'anno
- VI. Degli usi, e pregiudizj sugl'influssi celesti, ed intemperie
- VII. De' pregiudizj relativi a certi medicamenti
- VIII. Dei pregiudizj sull'economia domestica
- IX. Dei malefizj
- X. Delli diversi usi in generale.

In esso si riportano anche le usanze legate alla vita di tutti i giorni. Ad esempio, la donna incinta non doveva guardare una persona brutta e, quando era vicina al parto, doveva sedersi sul gradino del focolare. Dopo la cerimonia del matrimonio, il suocero offriva alla sposa del vino, facendo cadere qualche goccia in terra a segnalare che in casa c'era abbondanza. Da parte sua, la suocera lasciava cadere la scopa per terra, guardando la sposa: se quest'ultima, pronta, la raccoglieva era (buon) segno che era una brava donna di casa.
L'opera fu valorizzata nel 1950, quando si scoprì che le considerazioni di Placucci non erano personali, ma erano state tratte dai questionari di epoca napoleonica.

## Opere
- Usi, e pregiudizj de' contadini della Romagna. Operetta serio-faceta, Barbiani, Forlì, 1818. Nuova edizione: Sala Bolognese, Forni, 1984. Riproduzione in facsimile dell'edizione Palermo, Pedone Laurel, 1885.
- Memorie storiche sul passaggio per la città di Forlì di Sua Santità Papa Pio VII felicemente regnante e sul ripristino del di lui governo, Faenza, 1822.